# Snuker plus
Snuker plus (angleško snooker plus, včasih napisan snooker-plus) je različica snukerja. 
Različico si je izmislil Joe Davis, vodilni igralec svoje ere in večkratni svetovni prvak. Davis je različico ustvaril v upanju, da bi razširil javno zanimanje za snooker, ker je opažal, da je šport v zatonu. Novo igro, imenovano snuker plus, je javnosti predstavil 26. oktobra 1959 na turnirju News of the World Championship. 
Davis je poizkušal poživiti šport, tako da je na mizo dodal oranžno in vijolično kroglo, ki štejeta 8 oziroma 10 točk. Njegova ideja je bila, da bi ta poteza dvignila najvišji možni niz s 147 na 210 točk, po pravilu proste krogle bi bilo mogoče doseči celo niz 221 točk. Z dodajanjem novih krogel je želel igri vdahniti nek oportunistični element in preprečiti neprivlačno obrambno igro, vendar se različica ni prijela in ni nase nikoli zares pritegnila večjih množic. 
Neuspeh različice gre delno pripisati tudi dejstvu, da nobeden od večjih dobavljalcev biljardnih krogel na tržišču ni imel na voljo večje količine dodatnih dveh barvnih krogel. 